# Frisk & fri
Frisk & Fri - Riksföreningen mot ätstörningar är en ideell förening som arbetar med att stödja personer med ätstörningar och deras anhöriga. Föreningens mål är att stödja personer med ätstörning och närstående till ätstörda, arbeta förebyggande och för en bättre vård.
Frisk & Fri försöker påverka medierapporteringen om ätstörningar med argumentet att man bör ta ansvar för att inte glamorisera eller uppmuntra till farliga experiment. Detta innebär till exempel att man ger råden att inte fokusera på bilder och grafiska beskrivningar av sjukligt magra personer med ätstörning och inte nämna i siffror hur mycket de drabbade väger eller siffror på hur många kalorier de äter. Sådana beskrivningar kan förvärra sjukdomen och få drabbade att tro att de inte är tillräckligt sjuka för att söka hjälp.
Frisk & Fri fick under hösten 2013 medial uppmärksamhet över den fejkade kampanjen "Miss Skinny", skapad tillsammans med reklambyrån Shout. 

## Historia
Föreningen bildades 1983 i Stockholm (som Anorexi/Bulimi-Kontakt) med syfte att försöka fylla ett behov som tycktes saknas i samhället för människor drabbade av ätstörningar. Den blev en riksförening med stöd av Allmänna Arvsfonden 2003.

## Lokalavdelningar
Föreningen har lokalavdelningar i:
- Borlänge
- Eskilstuna
- Gotland
- Gävle
- Göteborg
- Halmstad
- Karlstad
- Luleå
- Malmö
- Norrköping/Linköping
- Stockholm
- Sundsvall
- Umeå
- Uppsala
- Västerås[5]